# Marc Savard
Marc Savard (* 17. července 1977) je bývalý profesionální hokejový centr hrající naposledy za Boston Bruins v NHL. Předtím hrál za New York Rangers, kteří ho v roce 1995 draftovali, Calgary Flames a Atlanta Thrashers.

## Hráčská kariéra

### 1993–2002
Savard hrál hlavní juniorskou ligu OHL za tým Oshawa Generals od roku 1993. Po své druhé sezoně za Generals, kdy vyhrál ligové bodování se 139 body ho draftovali jako číslo 91 New York Rangers. V OHL pokračoval další dva roky a získal další Eddie Powers Memorial Trophy pro nejproduktivnějšího hráče ligy se 130 body. V 15 zápasech play-off v roce 1997 nasbíral 27 bodů a pomohl Generals k výhře J. Ross Robertson Cupu a k účasti v Memorial Cupu.
V sezoně 1997-98 ho Rangers poslali na farmu Hartford Wolf Pack v AHL. Nasbíral 74 bodů a nakonec byl povolán do prvního týmu Rangers, kde si zahrál ve své nováčkovské sezoně 28 zápasů. V dalším roce se dostal na lepší pozici v kádru Rangers a v 70 zápasech si připsal 45 bodů.
26. června 1999 byl vyměněn společně s výběrem v prvním kole draftu 1999, což byl nakonec Oleg Saprykin do Calgary Flames za práva na Jana Hlaváče, výběr v prvním kole draftu 1999, což byl později Jamie Lundmark a výběr v třetím kole stejného draftu, který se dostal později zpět do Flames a ti si vybrali brankáře Craiga Andersona. Savard se v Calgary dále zlepšoval a v sezoně 2000-01 skončil druhý v týmovém bodování za Jaromem Iginlou s pětašedesáti body.

### Atlanta Thrashers (2002–2006)
Krátce po začátku jeho čtvrté sezony s Flames, 15. listopadu 2002 byl vyměněn do Atlanta Thrashers za Ruslana Zajnulina. Po boku superhvězd Danyho Heatleyho a Ilji Kovalčuka se sbíral v průměru bod za zápas a v sezoně 2003-04 si ve 45 zápasech připsal 52 bodů, poté mu ji ukončilo zranění.
Kvůli stávce v sezoně 2004-05 hrál ve Švýcarsku za týmy SC Bern a HC Thurgau. V další sezoně naskočil zpět do NHL a ukázal svůj obrovský talent, když s 97 body skončil devátý v ligovém bodování.

### Boston Bruins (2006–2011)
Na konci průlomové sezony se stal neomezeně volným hráčem a s týmem Boston Bruins podepsal čtyřletou smlouvu na 20 milionů dolarů. V Bostonu se mu dařilo pokračovat v úžasných výkonech a připsal si 96 bodů, což bylo nejvíce z celého týmu. Zároveň zaznamenal 74 asistencí a podruhé v řadě skončil třetí mezi nejlepšími nahrávači NHL.
Ve druhé sezoně s Bruins byl jmenován do Utkání hvězd 2008 jako náhradník za zraněného Danyho Heatleyho. Ve svém prvním Utkání hvězd vstřelil vítězný gól, když do konce třetí třetiny zbývalo pouze 21 sekund. Přestože kvůli zranění v sezoně nasbíral jen 78 bodů, zahrál si po jedenácti sezonách v NHL svůj první zápas v play-off. Bruins hráli s Montreal Canadiens a byli po sedmi zápasech vyřazeni. Savard si svůj první gól v play-off připsal v prvním prodloužení třetího zápasu a v sérii nasbíral celkově 6 bodů.
V další sezoně byl opět jmenován náhradníkem na Utkání hvězd. Sezona byla celkově pro jeho tým úspěšná, Bruins vyhráli Východní konferenci. Savard si v plném počtu zápasů připsal 88 zápasů a v play-off to bylo 13 bodů v 11 zápasech. V prvním kole Bruins opět hráli proti Montrealu, který rozdrtili ve čtyřech zápasech. Savard si tak poprvé v kariéře zahrál druhé kolo, Bruins ale vypadli v sedmi zápasech proti Carolina Hurricanes.
Sedm zápasů po začátku sezony 2009-10 utrpěl zranění nohy, poté co zblokoval střelu soupeře. Po převozu do Massachusetts General Hospital testy odhalily, že hrál se zraněním už od doby, kdy zblokoval jinou střelu na tréninkovém kempu. 21. října 2009 ho tak Bruins umístili mezi dlouhodobě zraněné hráče. Krátce po návratu na led, 1. prosince 2009, podepsal s bostonským týmem novou, sedmiletou smlouvu na 28,05 milionu dolarů. I přesto, že v prvních dvou sezonách dostane 14 milionů a ve zbylých pěti stejnou částku, do platového stropu se vždy započítá pouze 4,2 milionu dolarů.
7. ledna 2010, po pouhých 28 sekundách utkání proti Chicago Blackhawks, utrpěl zranění pravého kolene po srážce s kapitánem Blackhawks Jonathanem Toewsem. Magnetická rezonance odhalila zranění šlachy v koleně a Savard byl umístěn na listinu zraněných hráčů. Operaci nakonec nepotřeboval.
7. března 2010 utrpěl otřes mozku druhého stupně, poté co ho v zápase s Pittsburgh Penguins poslal k ledu Matt Cooke. Rozhodčí na ledě nedali Cookovi trest a o tři dny později, viceprezident NHL, Colin Campbell, rozhodl, že Cooke nedostane trest na více zápasů ani pokutu. Savarda po úderu neodvezli do nemocnice, ale zůstal v hotelu v Pittsburghu, než se mohl další den vrátit do Bostonu. 13. března téhož roku, Don Cherry se v pořadu Hockey Night in Canada připojil k rostoucímu počtu hlasatelů, hokejistů a novinářů, kteří požadovali trest pro Cooka a nové pravidlo o úderech do hlavy. Cherry ve svém přestávkovém programu zvaném Coach's Corner zveřejnil svou videokompilaci Cookových pokusů o zranění ostatních hráčů.
Na led se Savard vrátil do druhého kola play-off 2010 proti Philadelphia Flyers, poté co se jeho spoluhráčům podařilo vyřadit v prvním kole Buffalo Sabres. V prodloužení prvního zápasu vstřelil vítězný gól a i přesto, že Bruins vedli v serii 3:0, Flyers se povedlo otočit stav. Ačkoliv neodehrál v následující sezóně kvůli otřesu mozku dostatečný počet utkání, jeho jméno bylo vyryto na Stanley Cup, který Boston v roce 2011 vyhrál. Na led už se nevrátil, byť jeho kontrakt běžel dál a byl vyměněn do Floridy Panthers a New Jersey Devils, konec kariéry oznámil až v lednu 2018.

### Ocenění
- 1995 a 1997 - Eddie Powers Memorial Trophy pro nejproduktivnějšího hráče OHL
- 1995 - nejproduktivnější hráč CHL, organizace sdružující tři hlavní juniorské ligy v Kanadě
- 1998 - AHL All-Rookie Team
- 2008 a 2009 - Utkání hvězd NHL

### Rekordy
- Oshawa Generals - nejvíce bodů v historii týmu - 413 bodů v 238 zápasech (1993-1997)
- Atlanta Thrashers - nejvíce asistencí v po sobě jdoucích zápasech - 7 ve 2 zápasech (11. listopadu a 12. listopadu 2005)
- Atlanta Thrashers - nejvíce asistencí v jedné sezoně - 69 (2005-06)

## Klubové statistiky
| Sezona     | Klub               | Soutěž     | Základní část | Základní část | Základní část | Základní část | Základní část | Play off | Play off | Play off | Play off | Play off |
| Sezona     | Klub               | Soutěž     | Z             | G             | A             | B             | TM            | Z        | G        | A        | B        | TM       |
| ---------- | ------------------ | ---------- | ------------- | ------------- | ------------- | ------------- | ------------- | -------- | -------- | -------- | -------- | -------- |
| 1992–93    | Metcalfe Jets      | EOJHL      | 36            | 44            | 55            | 99            | 38            | —        | —        | —        | —        | —        |
| 1993–94    | Oshawa Generals    | OHL        | 61            | 18            | 39            | 57            | 24            | 5        | 4        | 3        | 7        | 8        |
| 1994–95    | Oshawa Generals    | OHL        | 66            | 43            | 96            | 139           | 78            | 7        | 5        | 6        | 11       | 8        |
| 1995–96    | Oshawa Generals    | OHL        | 47            | 28            | 59            | 87            | 77            | 5        | 4        | 5        | 9        | 6        |
| 1996–97    | Oshawa Generals    | OHL        | 64            | 43            | 87            | 130           | 94            | 18       | 13       | 24       | 37       | 20       |
| 1997–98    | Hartford Wolf Pack | AHL        | 58            | 21            | 53            | 74            | 66            | 15       | 8        | 19       | 27       | 24       |
| 1997–98    | New York Rangers   | NHL        | 28            | 1             | 5             | 6             | 4             | —        | —        | —        | —        | —        |
| 1998–99    | New York Rangers   | NHL        | 70            | 9             | 36            | 45            | 38            | —        | —        | —        | —        | —        |
| 1998–99    | Hartford Wolf Pack | AHL        | 9             | 3             | 10            | 13            | 16            | 7        | 1        | 12       | 13       | 16       |
| 1999–00    | Calgary Flames     | NHL        | 78            | 22            | 31            | 53            | 56            | —        | —        | —        | —        | —        |
| 2000–01    | Calgary Flames     | NHL        | 77            | 23            | 42            | 65            | 46            | —        | —        | —        | —        | —        |
| 2001–02    | Calgary Flames     | NHL        | 56            | 14            | 19            | 33            | 48            | —        | —        | —        | —        | —        |
| 2002–03    | Calgary Flames     | NHL        | 10            | 1             | 2             | 3             | 8             | —        | —        | —        | —        | —        |
| 2002–03    | Atlanta Thrashers  | NHL        | 57            | 16            | 31            | 47            | 77            | —        | —        | —        | —        | —        |
| 2003–04    | Atlanta Thrashers  | NHL        | 45            | 19            | 33            | 52            | 85            | —        | —        | —        | —        | —        |
| 2004–05    | SC Bern            | NLA        | 5             | 1             | 2             | 3             | 0             | —        | —        | —        | —        | —        |
| 2004–05    | HC Thurgau         | NLB        | 13            | 9             | 19            | 28            | 10            | —        | —        | —        | —        | —        |
| 2005–06    | Atlanta Thrashers  | NHL        | 82            | 28            | 69            | 97            | 100           | —        | —        | —        | —        | —        |
| 2006–07    | Boston Bruins      | NHL        | 82            | 22            | 74            | 96            | 96            | —        | —        | —        | —        | —        |
| 2007–08    | Boston Bruins      | NHL        | 74            | 15            | 63            | 78            | 66            | 7        | 1        | 5        | 6        | 6        |
| 2008–09    | Boston Bruins      | NHL        | 82            | 25            | 63            | 88            | 70            | 11       | 6        | 7        | 13       | 4        |
| 2009–10    | Boston Bruins      | NHL        | 41            | 10            | 23            | 33            | 14            | 7        | 1        | 2        | 3        | 12       |
| 2010–11    | Boston Bruins      | NHL        | 25            | 2             | 8             | 10            | 29            | —        | —        | —        | —        | —        |
| NHL celkem | NHL celkem         | NHL celkem | 807           | 207           | 499           | 706           | 737           | 25       | 8        | 14       | 22       | 22       |

## Golf
V létě roku 2007, Savard se kvalifikoval na kanadský poloprofesionální golfový šampionát.